# Hyundai Galloper
Hyundai Galloper (також відомий як Galloper Exceed, Galloper Innovation і як Mitsubishi Galloper (у Німеччині та Іспанії)) - позашляховик, що випускався компанією Hyundai Precision & Ind. Co. з 1991 по 2003 рік. Побудований на базі Mitsubishi Pajero першого покоління. Був доступний в трьохдверному (Innovation) і п'ятидверному кузовах (Exceed).

## Перше покоління (1991-1997)

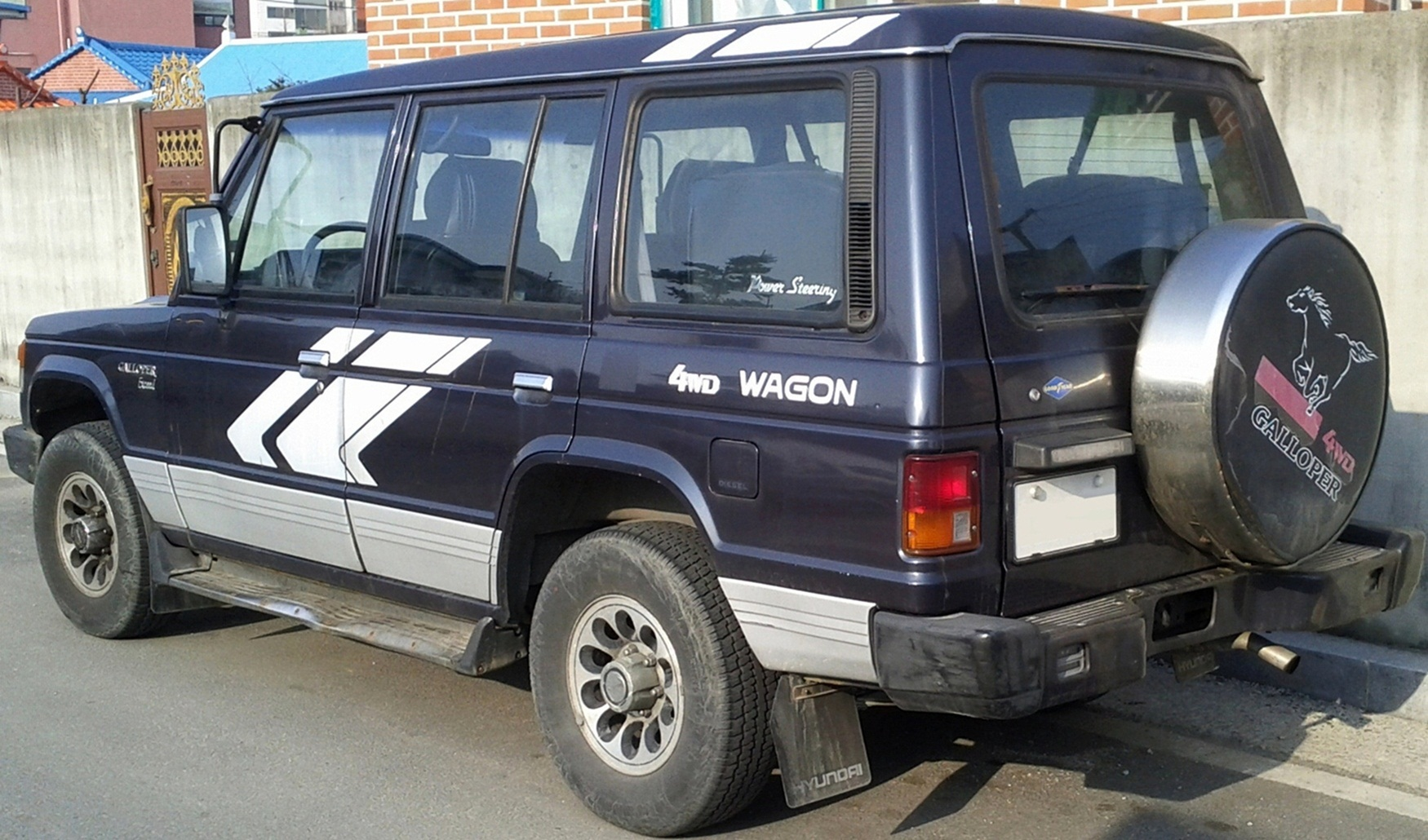
Hyundai Galloper І (1991-1994)

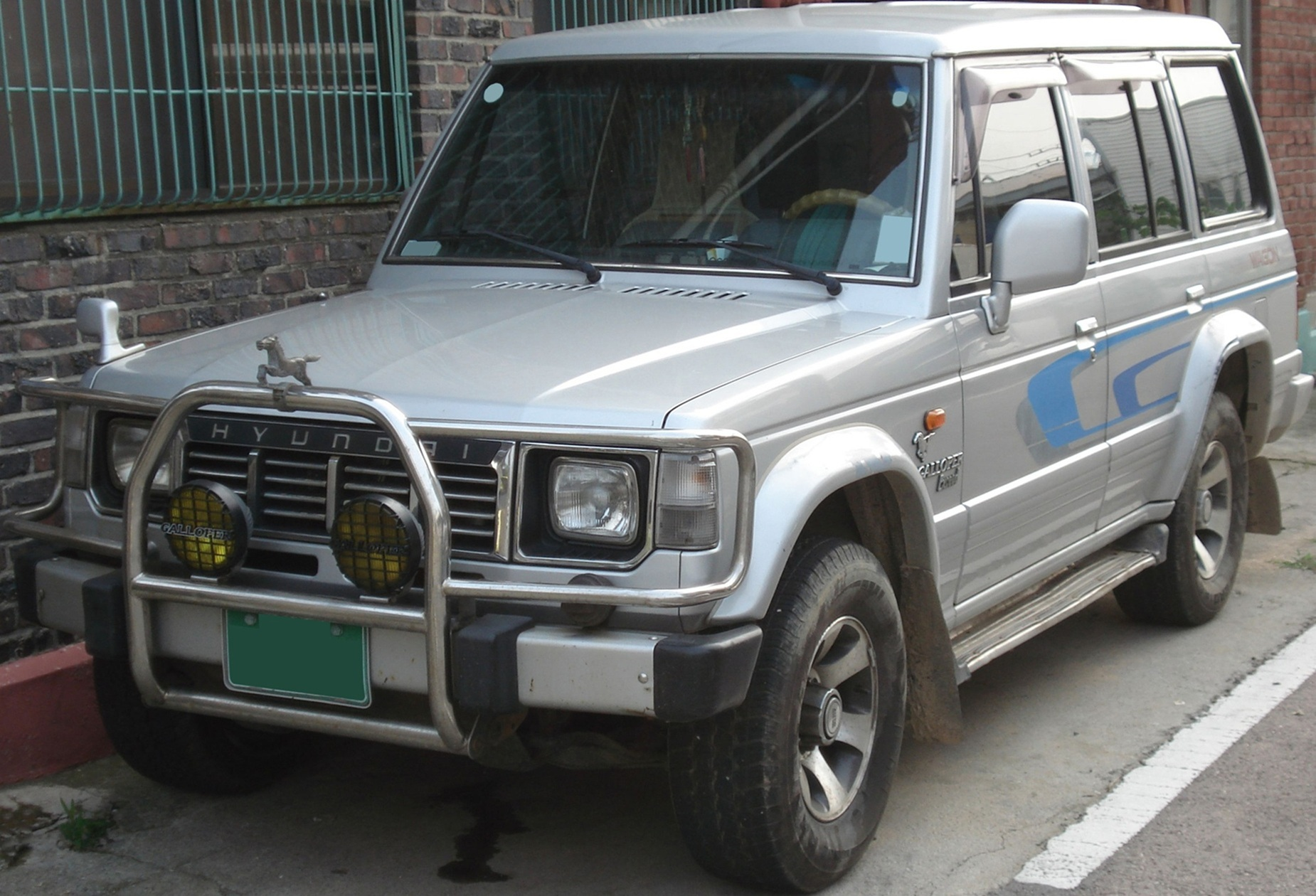
Hyundai Galloper І (1994-1997)

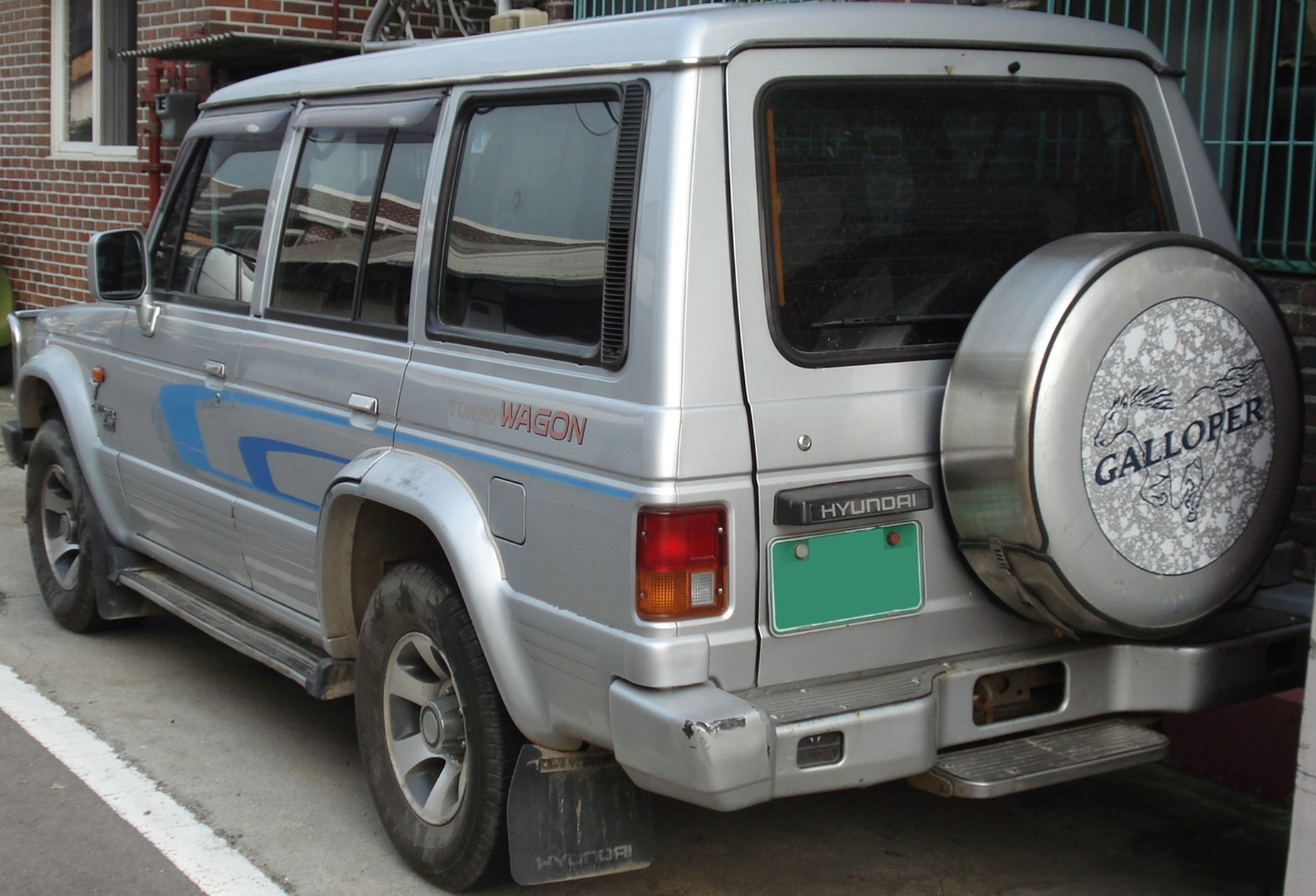
Hyundai Galloper І (1994-1997)

Концерн Hyundai один з перших корейських автовиробників, хто включив у свій модельний ряд позашляховик. Свого досвіду в розробці автомобілів цього класу в той час корейці не мали, тому взяли як основу японський автомобіль. Відправною точкою розвитку моделі під назвою Galloper (у перекладі «скакун») послужив Mitsubishi Pajero першого покоління. Від нього взяли не тільки кузов і підвіску, а й багато основних вузлів, включаючи двигун і коробку передач.
В екстер'єрі крім нової емблеми, з'явилися сталеві бруси в дверях для захисту від бічного удару, інший дизайн задньої частини, колісні диски і хромована решітка радіатора.
У салоні зміни помітніші. З'явилося нове кермо з можливістю установки подушки безпеки, на автомобіль стали монтувати позашляховий блок приладів (кренометр, альтиметр і термометр), сидіння стали оснастили підлокітниками.
Основою для Hyundai Galloper служить могутня рама, яка забезпечує позашляховику відмінну жорсткість. Передня підвіска на автомобілі незалежна зі здвоєними важелями і торсіонами. Задня - залежна з ресорами (на бензинових версіях - з пружинами).
Спереду на Galloper встановлюються дискові гальма, ззаду - барабанні.
Перше покоління Galloper протрималося на конвеєрі близько семи років, без змін і принесло Hyundai лідерство на корейському ринку позашляховиків. За угодою між Hyundai і Mitsubishi модель не повинна була складати конкуренцію новому Pajero на світовому ринку, тому тривалий час продавалася виключно на місцевому ринку.
В 1994 році автомобіль отримав нові прямокутні передні фари і ще деякі зміни.

### Двигуни
- 3.0 л V6
- 2.5 л D4BH I4 (diesel)

## Друге покоління (1998-2003)

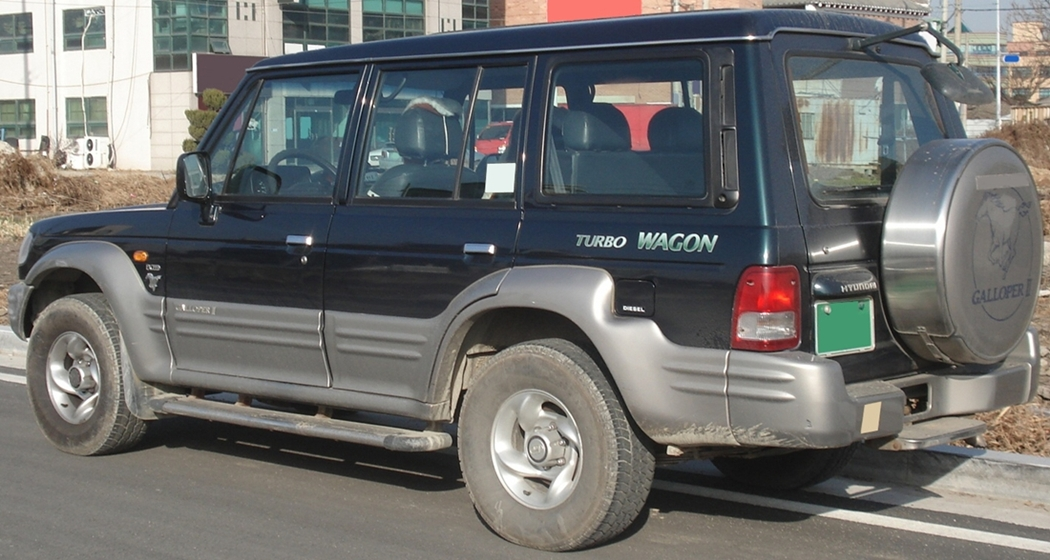
Hyundai Terracan ІІ 5дв. (1998-2003)

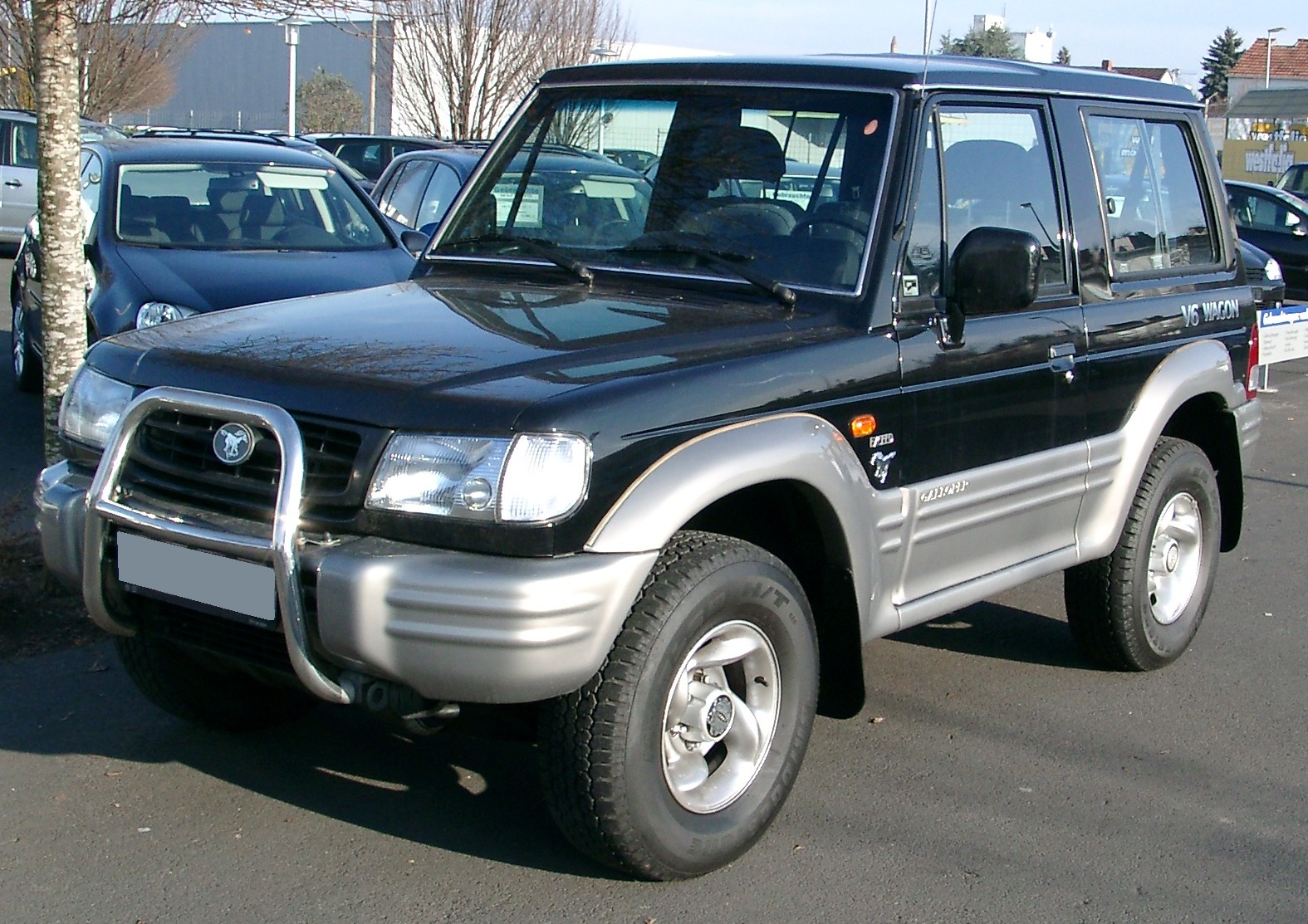
Hyundai Terracan ІІ 3дв. (1998-2003)

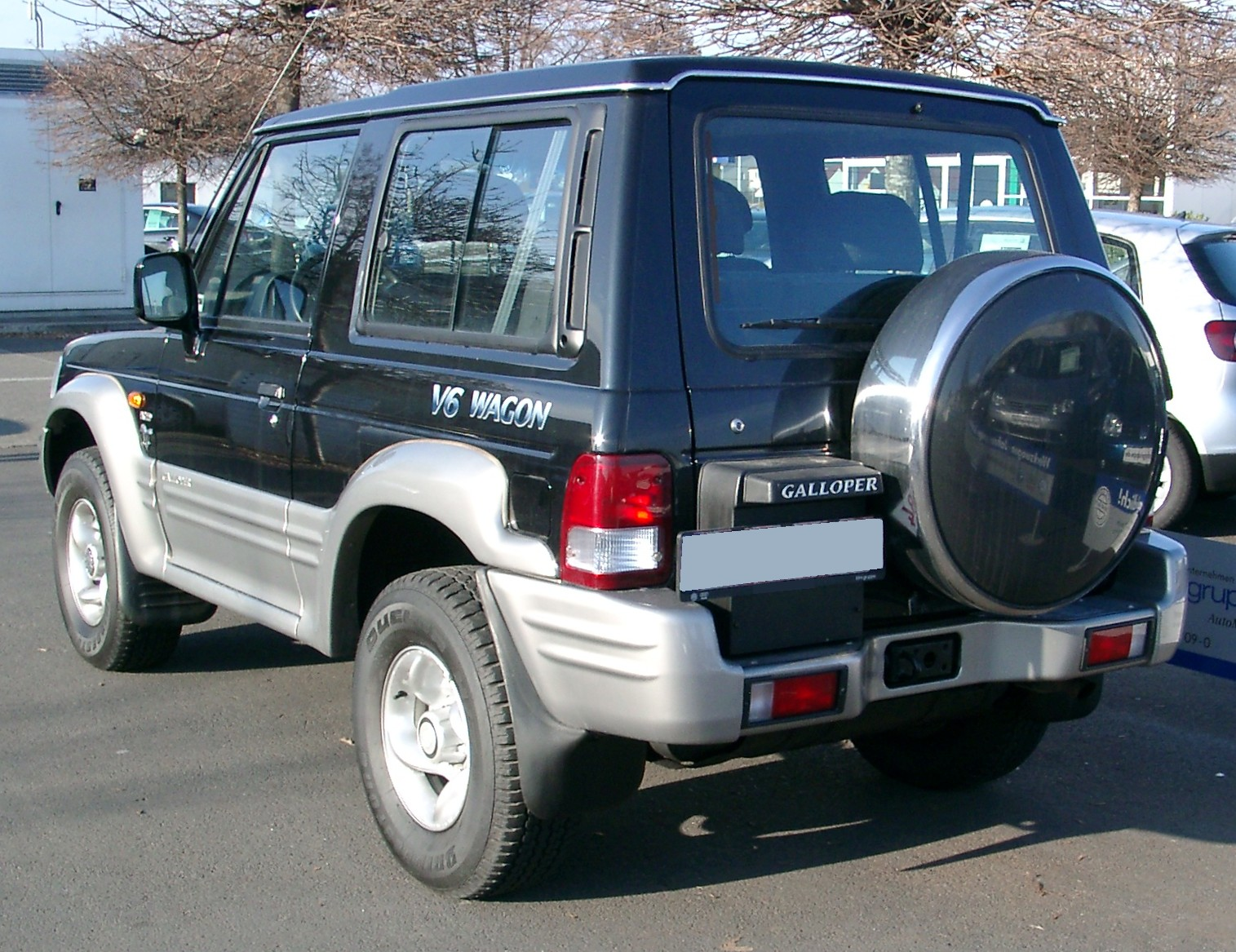
Hyundai Terracan ІІ 3дв. (1998-2003)

Дотримуючись тенденцій світової моди, в 1998 році на автосалоні в Женеві був представлений Galloper II. Друге покоління несильно відрізнялося від попередника технічною стороною, зате зовнішність зазнала значних змін. Зникли незграбні форми, властиві першому поколінню. Автомобіль оснастили новими фарами, інші обриси прийняла решітка радіатора, бампер і капот, який став заокругленим.
Galloper випускався в двох модифікаціях: коротка трьохдверна і довга п'ятидверна. Розміри трьохдверного Galloper - 403х168х184 см, п'ятидверного - 463х168х184 см. Перша модифікація має виняткову прохідністю, друга більш комфортабельна.
Гамма двигунів пропонує два варіанти: бензиновий шестициліндровий, V-подібний, об'ємом 3,0 л потужністю 141 к.с. він поставлявся у парі з п'ятиступінчастою механічною або чотириступінчастою автоматичною коробкою передач. Трохи пізніше цей силовий агрегат трохи модернізували і потужність була підвищена до 161 к.с. Другий - 2,5 л дизель з турбонаддувом, чотирициліндровий, рядний, потужністю 106 к.с. Агрегатується з п'ятиступінчастою механічною коробкою передач. Максимальна швидкість 140-167 км / год.
Шасі Galloper II - рамне, з торсіонною підвіскою, жорстким заднім мостом, телескопічними амортизаторами. Передні гальма - дискові, задні - барабанні.
Рульовий механізм при бажанні замовника може бути обладнаний підсилювачем. В інтер'єрі переважають прямокутні форми, створюючи простий, лаконічний, але досить функціональний і просторий салон. Він легко трансформується і в великій кількості варіантів. За рахунок додаткового ряду сидінь в автомобілі можуть розміститися сім чоловік. На додаток до основного приладовому щитка по центру торпедо розташований ще один, що несе на собі кренометр, альтиметр і електронний годинник з зовнішнім термометром.
У цей час Hyundai Galloper знятий з виробництва - йому на зміну прийшов новий позашляховик Hyundai Terracan, який був розроблений корейськими інженерами вже самостійно.

### Двигуни
- 3.0 л V6
- 2.5 л D4BH I4 (diesel)